# 渋川義季
渋川 義季（しぶかわ よしすえ）は、鎌倉時代末期から南北朝時代にかけての武将。渋川氏4代当主。

## 生涯
正和3年（1314年）、渋川貞頼の嫡男として生まれる。諱の「義」の字は足利直義の偏諱を受けたものか。
元弘3年（1333年）5月、足利尊氏が鎌倉幕府に対し叛旗を翻して六波羅探題に攻め入ると、他の多くの足利一門と共にこれに従い六波羅攻略に活躍した。建武の新政がなると、義兄弟の足利直義に属して鎌倉将軍府に出仕し、義季は鎌倉将軍・成良親王の近衛組織である「関東廂番」の筆頭を務めるなど、鎌倉将軍府の重臣として重きをなした。
建武元年（1334年）3月、幕府残党が鎌倉へ攻め寄せる事態が起きると、義季は鎌倉の大将として極楽寺で迎え撃ちこれを鎮める事に成功した。翌2年（1335年）7月、北条高時の遺児・時行が挙兵して中先代の乱が勃発すると、再び義季はこれを鎮定する為に出陣するものの、これに敗れ、7月22日に女影原において、岩松経家、石塔範家と共に討たれた。享年22。
直義は義季の忠勇に感激して「世の為に消にし露の草の陰　思やるにも濡るる袖かな」との歌を遺族へ送ったとされる。

## 逸話
女影原の戦いで敗北した義季が自害を決心した時、ある新参の家臣を呼んで「お前は未だ私の家臣となって日が浅いのだから、ここで共に死ぬには及ばない。急いで戦場を脱け出して鎌倉へ戻り、相州（直義）殿へ合戦の経緯や我々の自害の様をお伝えせよ」と申し付けた。しかしこの新参の家臣は「なんと口惜しい事をおっしゃるのでしょうか。武士の最期に古参、新参などは関係ありません」と嘆いて真っ先に自刃したという。